# Camila Brait
Camila de Paula Brait (Frutal, 28 ottobre 1988) è una pallavolista brasiliana, libero dell'Osasco.

## Carriera
La carriera di Camila Brait inizia nel club della sua città, l'União Recreativa Sacramentana. Nel 2005 inizia la carriera professionistica col Sesi Esporte Clube, mentre un anno dopo viene ingaggiata dal Praia Clube. Nell'estate del 2007 debutta in nazionale, vincendo la medaglia d'argento alla Coppa panamericana, dove viene premiata per la miglior difesa. Qualche settimana dopo partecipa al campionato mondiale Under-20, dove vince la medaglia d'oro e viene premiata come miglior libero. Per la stagione 2007-2008 passa al São Caetano.
Nella stagione 2008-09 viene ingaggiata dall'Associação Desportiva Classista Finasa, con cui vince la Coppa del Brasile, mentre nella stagione successiva passa all'Osasco Voleibol Clube e si aggiudica un'edizione del campionato brasiliano, bissata anche nell'edizione 2011-12. Con la nazionale vince un'altra medaglia d'argento alla Coppa panamericana 2008 ed una medaglia d'oro alla Coppa panamericana 2009. Sempre nel 2009 vince la medaglia d'oro al Final Four Cup e al campionato sudamericano. Nel 2010 vince la medaglia d'argento al campionato mondiale, venendo impiegata nel ruolo di riserva, nel 2012 vince la medaglia d'argento al World Grand Prix e quella d'oro nell'edizione successiva, mentre nel 2013 vince la medaglia d'oro alla Grand Champions Cup.
Nella stagione 2013-14 vince il Campionato Paulista e la coppa nazionale; con la nazionale vince la medaglia d'oro al World Gran Prix 2014, quella di bronzo al campionato mondiale 2014 e un anno dopo quella d'argento ai XVII Giochi panamericani e quella d'oro al campionato sudamericano, mentre nel 2016 si aggiudica per la terza volta la medaglia d'oro al World Grand Prix. Nel 2021, sempre con la nazionale, vince la medaglia d'argento alla Volleyball Nations League e ai Giochi della XXXII Olimpiade di Tokyo.

## Palmarès

### Club
- Campionato brasiliano: 2

2009-10, 2011-12
- Coppa del Brasile: 2

2008, 2014
- Campionato Paulista: 2

2012, 2013
- Campionato sudamericano per club: 4

2009, 2010, 2011, 2012
- Campionato mondiale per club: 1

2012

### Nazionale (competizioni minori)
- Campionato sudamericano Under-20 2006
- Coppa panamericana 2007
- Campionato mondiale Under-20 2007
- Coppa panamericana 2008
- Montreux Volley Masters 2009
- Coppa panamericana 2009
- Final Four Cup 2009
- Montreux Volley Masters 2013
- Giochi panamericani 2015

### Premi individuali
- 2006 - Campionato sudamericano Under-20: Miglior libero
- 2006 - Campionato sudamericano Under-20: Miglior ricezione
- 2007 - Coppa panamericana: Miglior difesa
- 2007 - Campionato mondiale Under-20: Miglior libero
- 2008 - Coppa panamericana: Miglior difesa
- 2009 - Campionato sudamericano per club: Miglior difesa
- 2010 - Superliga brasiliana: Miglior libero
- 2010 - Campionato sudamericano per club: Miglior libero
- 2011 - Superliga brasiliana: Miglior ricevitrice
- 2011 - Campionato sudamericano per club: Miglior libero
- 2012 - Superliga brasiliana: Miglior ricevitrice
- 2012 - Campionato sudamericano per club: Miglior libero
- 2013 - Superliga Série A brasiliana: Miglior difesa
- 2015 - Superliga Série A brasiliana: Miglior ricevitrice
- 2015 - XVII Giochi panamericani: Miglior ricevitrice
- 2015 - XVII Giochi panamericani: Miglior difesa
- 2015 - XVII Giochi panamericani: Miglior libero
- 2019 - Superliga Série A: Miglior libero
- 2022 - Superliga Série A: Miglior libero